# Liste der Nummer-eins-Hits in Finnland (1971)
Dies ist eine Liste der Nummer-eins-Hits in Finnland im Jahr 1971. Sie basiert auf den offiziellen Single Top und den Album Top, die im Auftrag von Musiikkituottajat, der finnischen Landesgruppe der IFPI, erstellt werden.

## Singles
| | Liste der Nummer-eins-Hits in Finnland | Liste der Nummer-eins-Hits in Finnland | Liste der Nummer-eins-Hits in Finnland | 1972 →                    |
| \| Zeitraum \| Wo. ges. \| Interpret \| Titel Autor(en) \| Zusätzliche Informationen \| \| (Zeitraum, Wochen auf Platz eins, Interpret, Titel, Autor[en], zusätzliche Informationen) \| \| \| \| \| \| ----------------------------------------------------------------------------------------- \| -------- \| ----------------- \| ------------------------------ \| ------------------------- \| \| Oktober 1970 – Februar 1971 5 Monate \| 5 \| Irwin Goodman \| St. Pauli ja Reeperbahn \| – \| \| März 1970 – Mai 1970 3 Monate \| 3 \| Christie \| Yellow River Jeff Christie \| – \| \| Juni 1970 1 Monat \| 1 \| Jaana ja Tiina \| Mustan kissan tango \| – \| \| Juli 1971 – August 1971 2 Monate \| 2 \| Fredi \| Rakkaustarina \| – \| \| September 1971 1 Monat \| 1 \| Johnny \| Ihana aamu \| – \| \| Oktober 1971 – November 1971 2 Monate \| 2 \| Lynn Anderson \| Rose Garden Joe South \| – \| \| Dezember 1971 1 Monat \| 1 \| Waldo de los Ríos \| Mozart Symphony No. 40 Kv. 550 \| – \| |                                        |                                        |                                        |                           |
| |                                        |                                        |                                        | → 1972 →                  |
| Zeitraum | Wo. ges.                               | Interpret                              | Titel Autor(en)                        | Zusätzliche Informationen |
| (Zeitraum, Wochen auf Platz eins, Interpret, Titel, Autor[en], zusätzliche Informationen) |                                        |                                        |                                        |                           |
| Oktober 1970 – Februar 1971 5 Monate | 5                                      | Irwin Goodman                          | St. Pauli ja Reeperbahn                | –                         |
| März 1970 – Mai 1970 3 Monate | 3                                      | Christie                               | Yellow River Jeff Christie             | –                         |
| Juni 1970 1 Monat | 1                                      | Jaana ja Tiina                         | Mustan kissan tango                    | –                         |
| Juli 1971 – August 1971 2 Monate | 2                                      | Fredi                                  | Rakkaustarina                          | –                         |
| September 1971 1 Monat | 1                                      | Johnny                                 | Ihana aamu                             | –                         |
| Oktober 1971 – November 1971 2 Monate | 2                                      | Lynn Anderson                          | Rose Garden Joe South                  | –                         |
| Dezember 1971 1 Monat | 1                                      | Waldo de los Ríos                      | Mozart Symphony No. 40 Kv. 550         | –                         |

## Alben
| | Liste der Nummer-eins-Hits in Finnland | Liste der Nummer-eins-Hits in Finnland | Liste der Nummer-eins-Hits in Finnland | 1972 →                    |
| \| Zeitraum \| Wo. ges. \| Interpret \| Titel \| Zusätzliche Informationen \| \| (Zeitraum, Wochen auf Platz eins, Interpret, Titel, zusätzliche Informationen) \| \| \| \| \| \| ------------------------------------------------------------------------------ \| -------- \| ---------------------------- \| ----------------------------------- \| ------------------------- \| \| August 1970 – Januar 1971 6 Monate (insgesamt 9) \| 9 \| Creedence Clearwater Revival \| Cosmo’s Factory \| – \| \| Februar 1971 1 Monat \| 1 \| Irwin Goodman \| St. Pauli ja Reeperbahn \| – \| \| März 1971 – Mai 1971 3 Monate (insgesamt 9) \| 9 \| Creedence Clearwater Revival \| Cosmo’s Factory \| – \| \| Juni 1971 1 Monat (insgesamt 4) \| 4 \| Viktor Klimenko \| Stenka Rasin \| – \| \| Juli 1971 1 Monat \| 1 \| Rolling Stones \| Sticky Fingers \| – \| \| August 1971 – Oktober 1971 3 Monate (insgesamt 4) \| 4 \| Viktor Klimenko \| Stenka Rasin \| – \| \| November 1971 – Dezember 1971 2 Monate \| 2 \| Waldo de los Ríos \| Symphonies for the 70’s / Sinfonias \| – \| |                                        |                                        |                                        |                           |
| |                                        |                                        |                                        | → 1972 →                  |
| Zeitraum | Wo. ges.                               | Interpret                              | Titel                                  | Zusätzliche Informationen |
| (Zeitraum, Wochen auf Platz eins, Interpret, Titel, zusätzliche Informationen) |                                        |                                        |                                        |                           |
| August 1970 – Januar 1971 6 Monate (insgesamt 9) | 9                                      | Creedence Clearwater Revival           | Cosmo’s Factory                        | –                         |
| Februar 1971 1 Monat | 1                                      | Irwin Goodman                          | St. Pauli ja Reeperbahn                | –                         |
| März 1971 – Mai 1971 3 Monate (insgesamt 9) | 9                                      | Creedence Clearwater Revival           | Cosmo’s Factory                        | –                         |
| Juni 1971 1 Monat (insgesamt 4) | 4                                      | Viktor Klimenko                        | Stenka Rasin                           | –                         |
| Juli 1971 1 Monat | 1                                      | Rolling Stones                         | Sticky Fingers                         | –                         |
| August 1971 – Oktober 1971 3 Monate (insgesamt 4) | 4                                      | Viktor Klimenko                        | Stenka Rasin                           | –                         |
| November 1971 – Dezember 1971 2 Monate | 2                                      | Waldo de los Ríos                      | Symphonies for the 70’s / Sinfonias    | –                         |

Siehe auch: Nummer-eins-Hits 1971 in  Australien, Belgien, Deutschland, Frankreich, Irland, Italien, Japan, Kanada, Neuseeland, den Niederlanden, Norwegen, Österreich, der Schweiz, Spanien, den Vereinigten Staaten und im Vereinigten Königreich.